# Urost
Urost é uma comuna francesa na região administrativa da Nova Aquitânia, no departamento dos Pirenéus Atlânticos. Estende-se por uma área de 2,35 km². Em 2010 a comuna tinha 78 habitantes (densidade: 33,2 hab./km²).